# 中国铁路设计集团
中国铁路设计集团有限公司（简称中国铁设），原名铁道第三勘察设计院集团有限公司（简称铁三院），位于天津市空港经济区，是中国国家铁路集团有限公司所属的唯一设计企业。中国铁设的前身是1953年2月1日成立于天津的中华人民共和国铁道部华北设计分局，1956年1月1日，华北设计分局撤销，在其基础上成立铁道部第三设计院，2001年4月由事业单位转制为企业，是一家以铁路、公路、城市轨道交通等勘察设计为主的中华人民共和国甲级大型综合设计企业，2017年更名为中国铁路设计集团有限公司。

## 历史沿革
1953年2月1日，铁道部华北设计分局在天津市成立。1956年1月1日，铁道部撤销华北设计分局，在其基础上成立铁道部第三设计院，简称铁三院。1957年3月1日，铁道部撤销第五设计院，将其并入第三设计院。
1970年2月1日，铁道部专业设计院标准设计处并入铁三院，自此铁三院承担起中国大陆铁路的标准设计管理工作。1970年7月24日，随着铁道部并入交通部，铁道部第三设计院更名“交通部第三铁路设计院”。1975年2月8日，随着铁道部重新设立，铁三院复名“铁道部第三设计院”。1978年3月1日，由于铁路勘察任务日益重要，铁三院更名“铁道部第三勘察设计院”。
1989年7月1日，铁道部撤销基建总局，成立中国铁路工程总公司，并将铁三院划归其管辖。
2000年10月，铁三院从中国铁路工程总公司划出，归铁道部管理。
2001年2月，铁三院更名为“铁道第三勘察设计院”。2001年4月，铁三院完成新的企业法人注册登记，正式由事业单位改制为科技型企业。
2003年9月，铁三院从铁道部划出，归中国铁路工程总公司管理。
2007年1月，铁道部战略重组铁三院，成立铁道第三勘察设计院集团有限公司。
2013年3月，铁道第三勘察设计院集团有限公司归属中国铁路总公司管理。
2017年4月，铁道第三勘察设计院集团有限公司发布公告，宣布更名为“中国铁路设计集团有限公司”。

## 承担重大项目
铁道第三勘察设计院先后承担了诸多国家重大项目的勘察、设计等工作：中国第一条时速350公里每小时的京津城际铁路，世界一次性建成里程最长、标准最高的京沪高速铁路，以及作为中方代表参与勘察设计了坦赞铁路等国际项目。

### 高速铁路

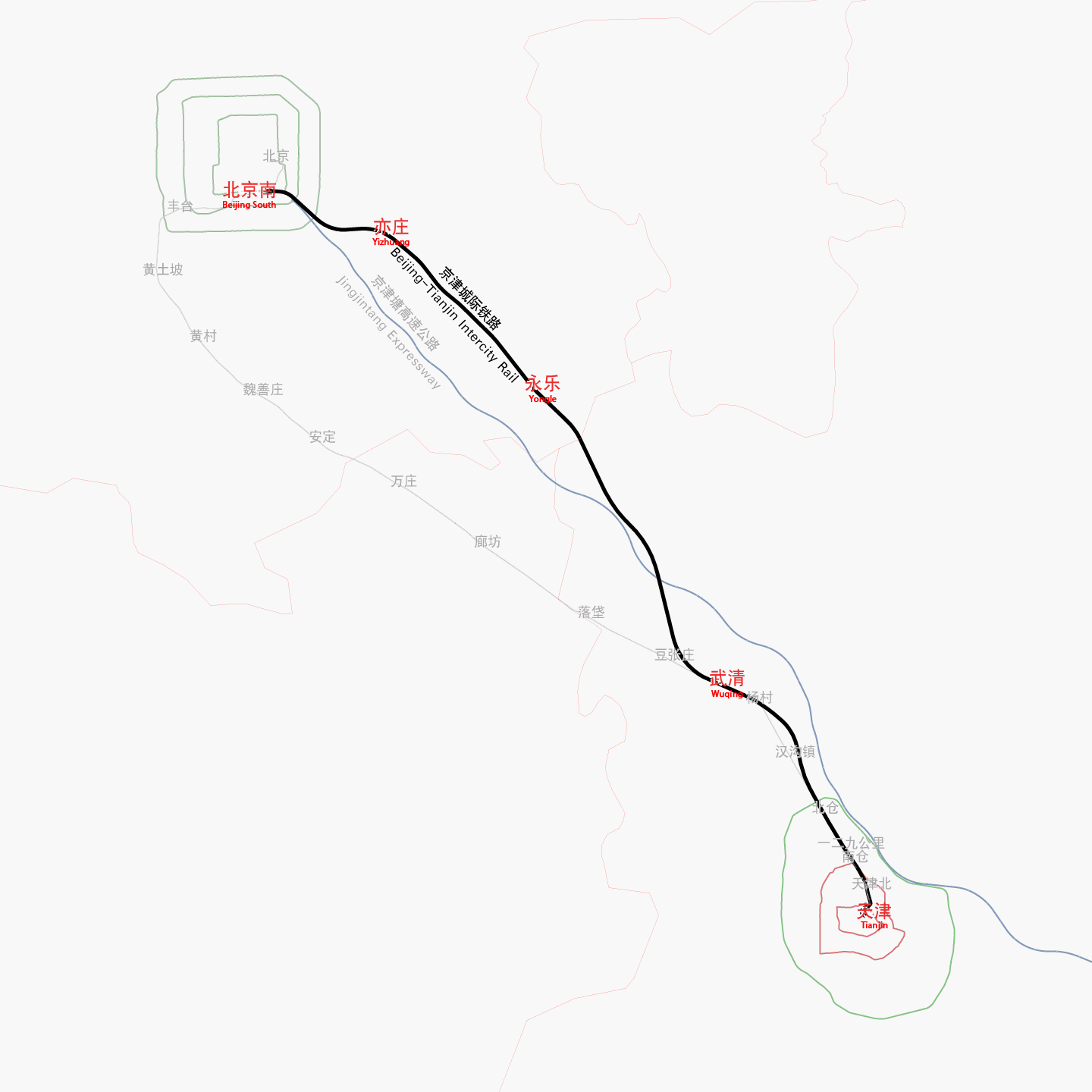
铁三院承担的京津城际铁路示意图

- 京津城际铁路
- 京沪高速铁路
- 石太客运专线

### 重载铁路
- 大秦铁路

### 路网主干线
- 哈大铁路电气化工程
- 京九铁路
- 胶新铁路
- 青藏铁路

### 综合交通枢纽及大型铁路站房

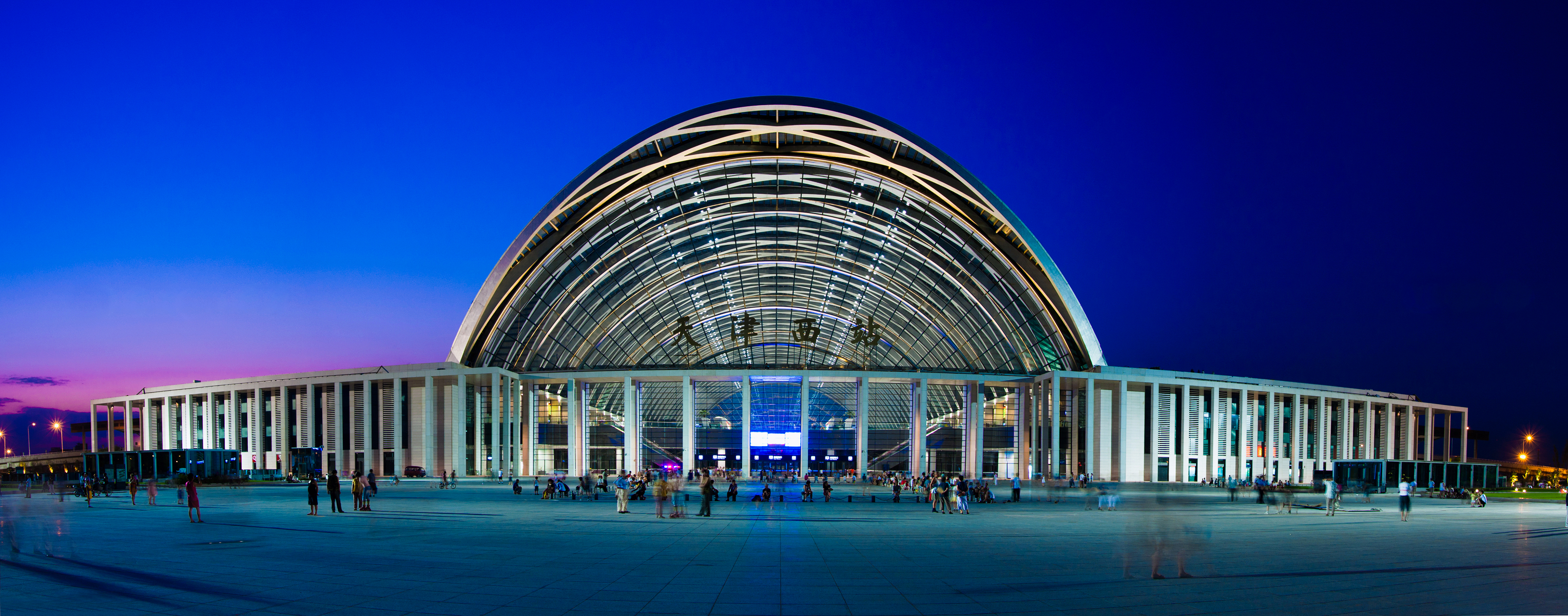
德国GMP与铁三院共同设计的天津西站

- 北京南站
- 天津站
- 上海虹桥站
- 天津西站

### 城市轨道交通
铁三院承担了天津、北京、沈阳、深圳、上海、大连等城市的部分地铁线路的勘查与设计工作。

### 境外项目
- 伊朗德黑兰地铁四号线
- 越南友谊宫
- 柬埔寨7号公路
- 坦赞铁路
- 印度尼西亚雅万高铁
- 匈塞铁路
- 泰国铁路
- 巴基斯坦拉合尔地铁橙线
- 马来西亚东海岸项目（已延期）
- 隆新高铁项目（已延期）